# 52R45
『52R45』（ゴートゥーアールフォーティーファイブ）は、日本のデュオ・花*花が2021年6月2日にLighthouse Musicから発売したメジャー2枚目（通算3枚目）のミニアルバムである。

## 内容
前作『2×20』から約1年1ヶ月ぶり、ミニアルバムとしては前作『アンダーウェア』から約5年10ヶ月ぶりの作品。
今作に向けて各々で制作した楽曲のテーマの共通項である旅をコンセプトに制作された。ジャケットの自動車のイラストは、思い出の荷物を積み込んで旅を続るという意味が込められており、タイトルの45は今作発売年の2人の年齢に由来している。

## 収録曲
1. 茜空テールランプ [4:39]
作詞・作曲：こじまいづみ
編曲：花*花
こじまはこの楽曲の歌詞について「旅先で会った人や風景を思い描いて書いた」という[1]。
2. happy [3:18]
作詞・作曲：おのまきこ
編曲：花*花
3. 新しい今日 [4:16]
作詞・作曲：おのまきこ
編曲：花*花
4. I shall be released [5:54]
作詞：ボブ・ディラン、中山容
作曲：ボブ・ディラン
編曲：花*花
ザ・バンドの「アイ・シャル・ビー・リリースト」のリアレンジカバー。
5. 一番星 [3:44]
作詞・作曲：こじまいづみ
編曲：花*花

## タイアップ
- NHKラジオ第1放送『ラジオ深夜便』2021年6月,7月度深夜便のうた (#1)